# Український варіант
Украї́нський варіа́нт (украї́нська систе́ма) — шаховий дебют, який виникає в староіндійському захисті після ходів 1. d4 Кf6 2. c4 d6 3. Кc3 e5. Належить до закритих початків.

## Історія
У 1922—1923 роках цей варіант застосовував чехословацький майстер Ріхард Реті. У 1930—1950-х роках дебют докладно аналізували українські шахісти, серед яких були Давид Бронштейн, Олександр Константинопольський та Юхим Геллер.
Чорні ходом 3. … e7-e5 хочуть уникнути небезпечних для них системи Земіша (4. e4) та атаки чотирьох пішаків.

## Головні продовження
- найчастіше білі відповідають 4. Кf3, зберігаючи пішакову напруженість у центрі
- розмінний варіант 4. de de 5. Ф:d8+ Кр:d8 і потім чорні ховають короля на c7. У боротьбі за відкриту вертикаль шанси сторін приблизно рівні.
- у випадку закриття центру 4. d5 найпростіше 4. … Сe7
  - 5. e4 0-0 6. Сd3 Кe8 7. Кge2 Сg5
  - 5. g3 0-0 6. Сg2 Кe8